# Karel Suyling
Karel Suyling (Eindhoven, 5 oktober 1926 – november 2014) was een Nederlands grafisch ontwerper.

## Loopbaan
Suyling leerde het vak in de praktijk; hij begon zijn loopbaan in 1945 als ontwerper bij het reclame-adviesbureau Van Alphen en voor het herenmodetijdschrift International Textiles in Amsterdam.
In 1949 vestigde hij zich als zelfstandig freelance ontwerper in Amsterdam. In die tijd verzorgde hij onder andere de vormgeving van productverpakkingen, zoals voor de margarineprodukten en slasauzen van Duyvis. Vier jaar later maakte hij op uitnodiging van de Nederlandse regering een studiereis Industriële Vormgeving naar de Verenigde Staten.
Karel Suyling is vooral bekend van de reclamecampagnes die hij zeventien jaar lang voor Citroën vormgaf. Hij begeleidde de spectaculaire introductie van de DS (de Déesse, ofwel "godin van de auto's") in 1955 in Nederland. Suyling verklaarde dat iedere verschillende Citroëntype door zijn vorm een andere advertentievorm rechtvaardigde. Dit leverde een reeks eigenzinnige reclameontwerpen op. Suyling was ook de (mede)bedenker van de geuzennaam ‘lelijke eend’ voor de 2CV. Begin jaren zeventig eindigde het contract met Citroën omdat de autofabrikant in elk land een identiek reclamebeleid wilde voeren. Van zijn werk voor Citroën verscheen in 1992 het boek 100 Citroën advertenties van Karel Suyling.
Een compensatie voor het wegvallen van zijn belangrijkste broodheer werd gevonden in het parttime lesgeven aan de Academie voor Beeldende Kunsten in Arnhem, waaraan hij sinds 1968 grafische vormgeving doceerde. In 1979 werd hij hoofddocent van die afdeling. Hij bleef in Arnhem lesgeven tot 1985. Tevens deed hij standbouw en industrieel werk voor Kipp & zonen BV, een fabrikant van meetapparatuur.
In 1952 was hij betrokken bij de oprichting van de Kring van Industriële Ontwerpers (KIO). Daarnaast was Suyling van 1955 tot 1968 bestuurslid van de Vereniging Reclame-ontwerpers en Illustrators (VRI). In 1968 was hij een van de gesprekspartners bij de fusie van de VRI en de GKf (Vereniging van Beoefenaars der Gebonden Kunsten) tot GVN (de Beroepsvereniging van Grafisch Vormgevers in Nederland).
Suyling werd vijf maal de Advertentie-jaarprijs van het Genootschap voor de Reclame toegekend. In 1960 weigerde hij samen met Otto Treumann de Afficheprijs 1959 in ontvangst te nemen omdat de jury repte van een vrijwel onoverbrugbare kloof tussen jury en overige ontwerpers.
Hij overleed begin november 2014 op 88-jarige leeftijd.

## Onderscheidingen
- 1958 - Advertentie-jaarprijs, Genootschap voor de Reclame
- 1959 - Advertentie-jaarprijs, Genootschap voor de Reclame
- 1960 - Advertentie-jaarprijs, Genootschap voor de Reclame
- 1961 - Advertentie-jaarprijs, Genootschap voor de Reclame
- 1962 - Advertentie-jaarprijs, Genootschap voor de Reclame
- 1963 - F. Duwaerprijs
- 1963 - Advertentie-jaarprijs, Genootschap voor de Reclame
- 1966 - Best Verzorgde Boek

## Tentoonstellingen
- 1993 - Die Neue Sammlung

## Publicaties
- 'Publikatie Automobile Citroën N.V. Amsterdam', verschenen in Compres, 1992, aflevering 25 november, jaargang 17 (1992), door Koosje Sierman, Rotterdam
- '100 Citroën-advertenties van Karel Suyling', 1992, door Jurriaan Schrofer, Karel Suyling, Frederike Huygen, Rotterdam (ISBN 9789064501579)